# Julius Ringel

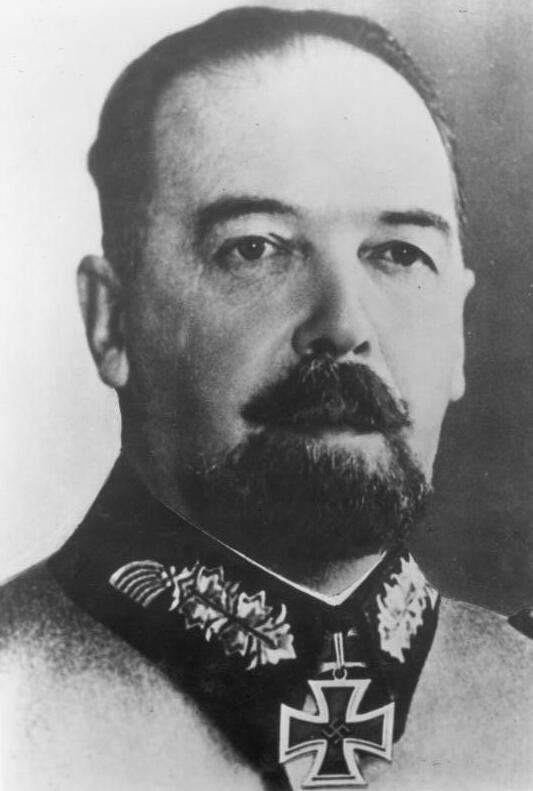
Julius Ringel als Generalmajor 1941

Julius „Papa“ Alfred Ringel (* 16. November 1889 in Völkermarkt, Kärnten; † 11. Februar 1967 in Bayerisch Gmain, Bayern) war ein österreichischer und deutscher Offizier, zuletzt General der Gebirgstruppe und Befehlshaber mehrerer großer Verbände im Zweiten Weltkrieg.

## Leben
Julius Ringel besuchte ab 1905 eine Landwehr-Kadettenschule in Wien, an der er am 18. August 1909 zum Fähnrich befördert wurde und in das k.u.k. Landwehr-Infanterie-Regiment 4, eine Gebirgsjägereinheit, kam. 1910 erfolgte die Beförderung zum Leutnant.

### Erster Weltkrieg
Im Ersten Weltkrieg kämpfte Julius Ringel als Oberleutnant in Galizien und an der Alpenfront mit dem Gebirgs-Schützen-Regiment 2. Er kam nach Kriegsende in italienische Kriegsgefangenschaft.

### Zwischenkriegszeit
Nach seiner Entlassung aus der Kriegsgefangenschaft nahm er in Kärnten an Kämpfen gegen jugoslawische Freischärler teil und wurde danach in das neu geschaffene Bundesheer aufgenommen. 1930 erreichte Julius Ringel den Rang eines Majors. Nach seiner Beförderung zum Oberstleutnant 1932 kam er in den Stab der 5. Gebirgsjäger-Brigade. Er war ein führendes Mitglied des 1936 gegründeten illegalen Nationalsozialistischen Soldatenringes (NSR). Beim Anschluss Österreichs zeigte er sich als überzeugter Nationalsozialist. Er wurde in die Wehrmacht übernommen und Chef des Stabes der 3. Gebirgs-Division, welche von Generalmajor Eduard Dietl kommandiert wurde. Am 1. Februar 1939 erfolgte die Beförderung zum Oberst und er wurde Kommandeur des Infanterie-Regiments 74.

### Zweiter Weltkrieg
Mit Beginn des Zweiten Weltkrieges am 1. September 1939 wurde er Erster Generalstabsoffizier der 268. Infanterie-Division und ab 27. Oktober 1939 Kommandeur des Infanterie-Regiments 266. Mit diesem Regiment wurde er im Westfeldzug 1940 eingesetzt.
Nachdem er am 14. Juni 1940 wieder zur 3. Gebirgs-Division zurückgekommen war, wurde er ab Oktober 1940 mit der Aufstellung der 5. Gebirgs-Division beauftragt. Seine Beförderung zum Generalmajor erfolgte am 1. November 1940. Mit dieser Division nahm er am Überfall auf Griechenland teil, durchstieß die Metaxas-Linie und drang über Saloniki und die Thermopylen bis nach Athen vor. Im Mai 1941 nahmen Teile seiner Division an der Luftlandeschlacht um Kreta teil, bei der die Insel erobert wurde.  Am 23. Mai 1941 legte er als Maßnahme für einen Soldatenmord eine Vergeltung an der griechischen Bevölkerung fest. In seiner Zeit auf Kreta war er bestrebt, Ausgrabungsfunde an die Universität Graz zu schaffen. So wird Anfang September 1941 von einer Kiste mit Scherben berichtet, welche auf Wunsch von Arnold Schober aus Knossos nach Graz geschickt wurden. Er setzte von Ende November bis Mitte Dezember 1941 Grabungen in Knossos fort, welche die Briten abgebrochen hatten.
Anschließend wurde Julius Ringel mit seinem Verband an die Ostfront verlegt und nahm dort an Angriffs- und Stellungskämpfen an der Newa, am Wolchow und am Ladogasee teil. Am 1. Dezember 1942 erfolgte die Beförderung zum Generalleutnant. Außerdem erhielt er für seine Leistungen am 23. Oktober 1943 das Eichenlaub zum Ritterkreuz des Eisernen Kreuzes. Nach verlustreichen Abwehrkämpfen wurde er mit seiner Truppe im November 1943 zunächst nach Oberitalien und dann in den Süden Italiens transportiert. Dort  nahm er unter anderem im Bereich der Gustav-Linie an den ersten Schlachten um Monte Cassino teil. Im Februar 1944 gab er das Kommando der 5. Gebirgs-Division ab. Ab 1. April 1944 wurde er Kommandierender General des LXIX. Gebirgs-Korps in Kroatien, welches der Heeresgruppe F unter Generalfeldmarschall Maximilian von Weichs unterstellt war. Julius Ringel wurde am 1. Juni 1944 zum General der Gebirgstruppe befördert und am 22. Juni 1944 zum Kommandierenden General des XVIII. Armeekorps und Befehlshaber im Wehrkreis XVIII (zuständig für Steiermark, Kärnten, Tirol und Salzburg) ernannt. Im Gegensatz zum Wiener Wehrkreis XVII beteiligte er sich aber nicht an dem Attentat vom 20. Juli 1944, obwohl sein Chef des Generalstabes mit den Verschwörern sympathisierte.
Im Wehrkreis XVIII bildete Ringel aus den dort stehenden Verbänden ab Februar 1945 das Armeekorps Ringel, mit dem er in die Kriegsgefangenschaft ging. In den letzten Kriegsmonaten war Ringel Motor hinter den Bestrebungen, das Eindringen der Roten Armee in die Steiermark zu verhindern. Er mobilisierte viele Einheiten seines Wehrkreises und entsandte sie in das Gebiet rund um den Semmering-Pass sowie in den Bezirk Oberwart an die Reichsgrenze. Aus den Alarmeinheiten im Semmering-Gebiet wurde in den letzten Kriegstagen die 9. Gebirgs-Division (Ost) gebildet. Die in den Bezirk Oberwart entsandten Verbände wurden bei den Kämpfen Anfang April weitestgehend vernichtet.
Ringel gehörte zu den getreuen Gefolgsleuten Hitlers. Am 30. Januar 1943, dem 10. Jahrestag der Machtergreifung, wurde ihm das Goldene Parteiabzeichen der NSDAP verliehen. Am 12. August 1943 beantragte er formal die Aufnahme in die NSDAP und wurde rückwirkend zum 1. Januar 1943 aufgenommen (Mitgliedsnummer 9.624.402).

### Nachkriegszeit
Nach dem Krieg lebte Ringel in Bad Reichenhall und veröffentlichte seine kriegsverherrlichenden Memoiren unter dem Titel Hurra, die Gams. Ringel musste sich, ähnlich wie Generaloberst Kurt Student, nie für seine befohlenen Kriegsverbrechen verantworten. Das auf Betreiben des Griechischen Nationalen Kriegsverbrecherbüros bei der Staatsanwaltschaft Bochum gegen ihn eingeleitete Ermittlungsverfahren wurde 1964 ergebnislos eingestellt.

## Auszeichnungen
- Österreichische Kriegs-Erinnerungs-Medaille mit Schwertern
- Österreichische Militär-Verdienstmedaille in Bronze mit Schwertern
- Österreichische Militär-Verdienstmedaille in Silber mit Schwertern
- Karl-Truppenkreuz 1918
- Verwundetenmedaille mit zwei Mittelstreifen
- Orden der Eisernen Krone III. Klasse mit Schwertern (2-mal verliehen)
- Wehrmacht-Dienstauszeichnungen
- Medaille zur Erinnerung an den 13. März 1938
- Medaille zur Erinnerung an den 1. Oktober 1938
- Eisernes Kreuz II. Klasse am 10. November 1939
- Eisernen Kreuz I. Klasse am 15. April 1941
- Ritterkreuz des Eisernen Kreuzes mit Eichenlaub[11]
  - Ritterkreuz am 13. Juni 1941
  - Eichenlaub am 25. Oktober 1943 (312. Verleihung)
- Medaille Winterschlacht im Osten am 15. August 1942
- Ärmelband Kreta am 10. Dezember 1942
- Goldenes Parteiabzeichen der NSDAP am 30. Januar 1943[12]
- Großoffizierskreuz des bulgarischen St. Alexander-Ordens mit Schwertern
- Nennungen im Wehrmachtbericht am 11. Juni 1941 und am 12. August 1941

## Werk
- Hurra die Gams! Ein Gedenkbuch für die Soldaten der 5. Gebirgsdivision. Leopold Stocker, Graz, 1958.